# 浦田周社
浦田 周社（うらた かねたか、1939年 - ）は、日本の版画家。江戸寛政年間から続く浮世絵木版画の伝統的技術を継承。

## 人物・略歴
浮世絵は、安藤広重や葛飾北斎に代表される「絵師」だけでなく、「彫師」、「摺師」の三者の共同作業によるが、絵師、彫師、摺師の三つの作業を一人でこなす。創作版画家として、郷土静岡の風景や東大寺お水取りのシリーズなど日本を題材に描く。
静岡市昭和町に江戸時代から続く浮世絵処「版隈」五代目儀一の長男として誕生。1958年、静岡県立静岡高等学校卒業。高校卒業後、家業を継ぎ、浮世絵処「版隈」六世。1976年、文化庁認定重要民俗文化財選定保存技術保持者に認定。浮世絵木版画彫摺技術保存協会会員となる。1989年、静岡の美「谷田の春」制作（静岡県依頼 ）。白日会会員となる。1992年、「ＵＳジャパンエキスポ」に派遣（静岡県依頼）。2000年、「アジア美術展」に派遣。作品5点出品/済州島（静岡県依頼）。2000年、静岡まつりポスター「桜花の瀛」採用（以後5年連続制作）。2006年、「さやけき日の宮」、「お伊勢参り好日」を伊勢神宮へ奉納。2009年、静岡県版画協会会長、2011年、同顧問。2016年、静岡産業大学情報学部客員教授。国際浮世絵学会会員、東京伝統木版画工芸協会会員。

## 受賞歴
- 1975年 日本版画協会展入選[6]
- 1987年 第62回白日賞受賞[6]
- 1988年 第4回浜松美術館版画大賞展大賞[6]
- 1991年 第25回日展初入選[5]
- 1994年 静岡市芸術文化奨励賞[5]
- 1999年 静岡県文化奨励賞[6]
- 2016年 静岡県知事表彰[6]
- 2019年 令和元年度地域文化功労者表彰[6]

## 著書
- 『東海道道中記』 静岡新聞 1998
- お水取りシリーズ 木版画文集『修二会の風景』 北河原公敬 文 ; 浦田 周社 木版画 ビレッジプレス 2011.3

## 主な作品所属先
- 静岡産業大学[7]
- モントリオール大学東アジア研究センター[6]
- 駿府博物館[6]